# Efferia clementei
Efferia clementei este o specie de muște din genul Efferia, familia Asilidae. A fost descrisă pentru prima dată de Wilcox și Martin în anul 1945.
Este endemică în California. Conform Catalogue of Life specia Efferia clementei nu are subspecii cunoscute.